# Оселок

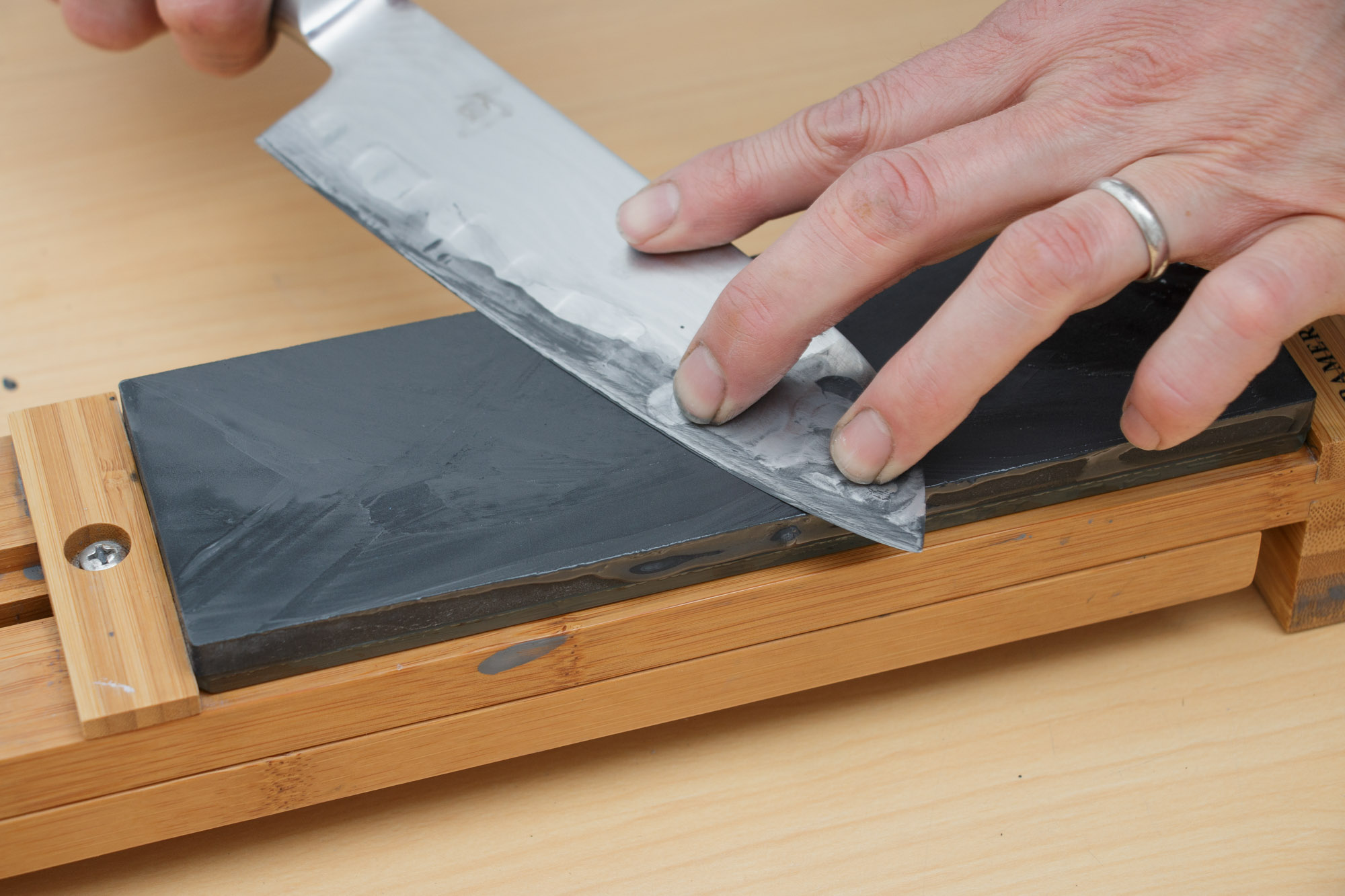
Оселок на подставке-держателе

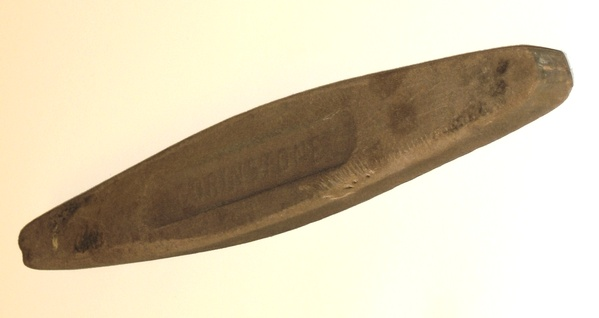
Точильный брусок лодочной формы

Осело́к — абразивный инструмент в виде прямоугольного мелкозернистого бруска, предназначенный для правки (доводки) лезвий ножей, бритв и других режущих инструментов.
Не следует путать оселок с более грубым точильным бруском, предназначенным для затачивания ножей и кос.
Для правки ножей также используется мусат и специальная ножеточка, а для правки бритв — особый кожаный ремень.

## История
Подобные устройства использовались людьми с давних времён. Археологические находки свидетельствуют о том, что оселки были широко распространены в самых разных культурах бронзового века.

## Описание
Оселки изготавливаются из нормального и белого электрокорунда с бакелитовым связующим компонентом.
Перед использованием оселок смачивают водой, мыльной пеной, или смазывают вазелиновым или парафиновым маслом, чтобы частицы металла не осыпались на поверхность оселка и не снижали его точильной способности.